# 係活動
係活動（かかりかつどう）とは、小学校の学級で、その学級の学習や生活を生徒たちが、より主体的に、自主的に豊かなものにしていくために行われる活動である。
学級の生活が、円滑に運営されていくために必要不可欠な仕事をみんなで分担し、担当する当番活動とは区別されるものである。たとえば、朝礼、黒板消し、交通、給食、花壇の水やり、プールなどは当番の仕事としてみんなが手分けして担当したり、順番で回ってくるものであるが、係は、不可欠ではないが、あるとより学級が生き生きとしたものになるという仕事で、学級新聞や掲示物の取替え、学級図書、合唱練習、学級で飼育している小動物の世話といったような仕事は、自主的に名乗り出て担当できる係の活動といってよいだろう。学級運営のやり方によっては、他にはないようなユニークな名前の係が誕生することもある。